# 安德镇 (靖西市)
安德镇，是中华人民共和国广西壮族自治区百色市靖西市下辖的一个乡镇级行政单位。

## 行政区划
安德镇下辖以下地区：
安德村、发达村、其乐村、大乐村、念笃村、孔造村、巴兰村、西兰村、马拔村、平莽村、三合村、三西村、三南村、三郎村、三龙村、三禄村、三东村、三灵村、三荷村和三鲁村。